# Le Railway de la mort

Le Railway de la mort est un film muet français réalisé par Jean Durand et sorti en 1912.

## Fiche technique
- Réalisation et scénario : Jean Durand
- Société de production : Société des Établissements L. Gaumont
- Pays : France
- Format : Muet - Noir et blanc - 1,33:1 - 35 mm
- Métrage : 446 m
- Genre : Western
- Durée : 15 minutes
- Date de sortie : 
  -  France - 1912

## Distribution
- Joë Hamman : Joe Baker
- Max Dhartigny : Burke
- Ernest Bourbon : le chauffeur
- Gaston Modot
- Gustave Hamilton
- Joaquim Renez
- Berthe Dagmar